# 広島のサッカースタジアム構想
広島のサッカースタジアム構想（ひろしまのサッカースタジアムこうそう）は、広島県広島市内におけるサッカースタジアム建設にむけた関係者によるさまざまな試みのことである。

## 概要
広島は戦前からサッカーが盛んな土地であった。広島高等師範学校(現・広島大学)開校4年後の1906年（明治41年）に行われた運動会で初めて広島でサッカーが行われ、1919年（大正8年）第一次世界大戦後似島の似島検疫所捕虜収容所にいたドイツ人捕虜と広島高師で初の国際試合が行われた記録が残っている。1960年（昭和35年）11月30日全広島対ロコモティフ・モスクワ戦から5度にわたり、広島市民球場（旧広島市民球場）でサッカーが行われたこともある。
この状況にサッカースタジアム建設構想が挙がり、1950年代以降数度にわたり具体化したものの、太田川水系下流の三角州に形成された狭い平野という地理的要因、地元財界の財政的要因、神社仏閣の他に被爆建物という広島特有の多様なコントロールポイントがある都市計画的要因もあり、なかなか進まないでいた。2012年に地元TV局が調査したアンケートでは86%が建設賛成に票を投じている。一方で2013年10月中国新聞による電話世論調査では、賛成38.2%、どちらとも言えない42.6%、反対16.5%となった。
その後の紆余曲折を経て、2019年2月に広島県・広島市・広島商工会議所・サンフレッチェ広島の間で広島市中央公園自由・芝生広場にサッカースタジアムを建設する方針が決定し、2024年に広島サッカースタジアム（エディオンピースウイング広島）として開場した。

## 候補地一覧
以下は候補地として上がった場所。太字は、最終的に候補地として絞られていた箇所。
- 広島市中央公園（中区基町）
  - 旧市民球場跡地
  - 中央公園自由・芝生広場
- 宇品・出島地区（南区出島）
  - 広島みなと公園
  - 出島東第2野積み場
  - メッセ・コンベンション等交流施設用地
- 広島西飛行場跡地（西区観音新町）
- 広島スタジアム
- 広島広域公園（安佐南区大塚）
- 広島大学本部跡地（中区東千田）
- 商工センター周辺（西区商工センター）
- 八幡川河口埋立地（佐伯区五日市）

## 略歴
- 1992年 - 広島広域公園陸上競技場竣工
- 2003年4月 - スタジアム推進プロジェクト設立
- 2006年6月以降 - スタジアム推進プロジェクト事実上休止
- 2009年10月 - スタジアム推進プロジェクト再立ち上げ、数年後事実上休止
- 2011年1月 - 建設要望署名活動開始
- 2012年8月 - 県サッカー協会・サンフレッチェ広島・同球団後援会は建設要望書を県および市に提出
- 2013年1月 - 37万0579件の建設要望署名を県および市に提出
- 2013年6月 - 県・市・商工会議所・県サッカー協会により建設協議会設置
- 2014年3月 - 建設協議会より、建設候補地を「旧市民球場跡地」と「広島みなと公園」の2案にまとめる答申が提出される
- 2015年7月 - 県・市・商工会議所のトップ会談で「広島みなと公園」を優位とする認識で一致
- 2016年3月 - サンフレッチェ広島が「旧市民球場跡地」に建設する独自のスタジアム建設案を公表
- 2018年9月 - 建設候補地に「中央公園自由・芝生広場」を加えることで再調整を開始
- 2019年2月 - 県・市・商工会議所・サンフレのトップ会談で候補地を「中央公園自由・芝生広場」に絞り込む方針で一致
- 2023年6月 - 新スタジアムの名称を「エディオンピースウイング広島」に決定
- 2024年2月 - エディオンピースウイング広島のこけら落とし

## 経緯

### マッカーサースタジアム構想
戦後、広島市への原子爆弾投下からの復興の最中、1949年（昭和24年）広島平和記念都市建設法制定され、広島市中心部に広島平和記念公園建設が計画された。
この中で浜井信三市長は平和公園構想の他に、基町の広島城から旧太田川に挟まれた一帯を都市公園あるいは運動公園とする構想を持っていた。
1951年、丹下健三グループが計画した当初の平和公園計画にもこの構想が盛り込まれており、その中で球技広場を現在のひろしま美術館付近（右写真参照）に配置し、その北側の現在中央公園がある場所には陸上競技場を配置する計画が立てられた。なお、戦後一時期まで紙屋町交差点から広島城までの鯉城通りはGHQのダグラス・マッカーサーにちなみマッカーサー道路と呼ばれ、その上端に計画されたスタジアム構想（陸上競技場のほうであり球技広場ではない）のことを「マッカーサースタジアム」構想とも呼ばれていた。
同時期に全国大会で台頭し始めた東洋工業蹴球部(現サンフレッチェ広島、以下サンフレ)も決まったグラウンドを持っておらず、交通の便の良さから広島県立広島国泰寺高等学校をメインに市内高校グラウンドを転々とした。1957年（昭和32年）天皇杯決勝・東洋工業対中大クラブはこの国泰寺高校で行われた。
1965年（昭和40年）、日本サッカーリーグ（JSL）が開幕してからも市内高校グラウンドで公式戦を開催する状況は続き、国際試合や国内主要大会も1967年（昭和42年）JSL東西対抗戦まで5度も広島市民球場で開催された。この状況にサッカースタジアムの建設論議されるようになり、浜井構想の場所も候補地の1つとしていた。しかし、当時のJSLは集客が見込めないこと、構想を持っていた浜井が1968年（昭和43年）に急逝したこともあり、実現には至らず、結局広島スタジアムを主に使うことになった。
1970年代以降、オイルショックの影響により広島経済の地盤沈下が進みサッカー界にも影響して停滞していった ため、その後建設論議は再燃することはなかった。

### 広島ビッグアーチでの現状
1992年（平成4年）、広島アジア大会のメイン会場およびサンフレのホームスタジアムとして、広島広域公園陸上競技場（広島ビッグアーチ　2013年より命名権により「エディオンスタジアム広島」）が建設された。建設当時は日本に5万人入る競技場が少なかったこともあり脚光を浴びたが、次第に問題点が浮かび上がった。
構造上の問題
- 陸上競技場であるため、ピッチと客席の間にトラックがあり臨場感に欠ける。
- 客席の大部分に屋根がない。
- 個室トイレが和式でクラブライセンス制度の要件を満たさない。
- 大型映像装置をはじめとした施設の老朽化

立地・交通アクセスの問題

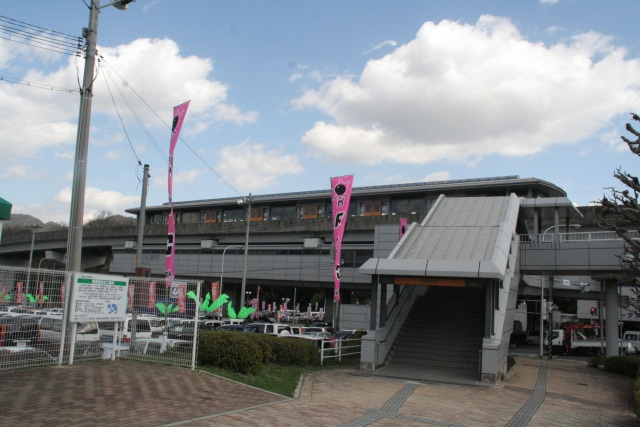
広域公園前駅

- 来場者の半数が自家用車利用だが、広島ビッグアーチ自体の駐車スペースは限られている。これまでは周辺の空き地を利用した臨時駐車場を設けていたが、西風新都の開発が進むにしたがい、そのスペースの確保も難しくなってきている。
- 公共交通の利用を促しているが駐車場が無料ということもあり、試合終了後交通渋滞が発生する。
- 広島高速交通（アストラムライン）は市内中心部から広域公園前駅まで開通しているものの、当初計画であった環状化にはほど遠く、現時点でピストン輸送と同じ状況であるため輸送量に限界がある。一方で広域公園から西広島駅への延伸は考えられているものの、2015年度の最終判断で決定したとして予定通り進んだとしても開業は2028年以降になることが判明している。

一時はサンフレ側も公式戦開催を敬遠していたほどであった。
このうちトイレに関しては予算化され、平成30年度の洋式化改修工事で充足した。

### スタジアム推進プロジェクト
2002 FIFAワールドカップの日本開催が決定し、1993年（平成5年）1月、その開催地として広島市は立候補した。日韓共同開催になった場合でも当時は5万人収容できるスタジアムが国内に少なかったこと、更にはジョアン・アヴェランジェFIFA会長が被爆による惨劇から立ち直ったこの地を平和のシンボルとしてW杯でアピールするべく候補地に強く推薦した こともあり、当地での開催は確実視されていた。
しかし、ビッグアーチを当時のFIFA規則に満たすスタジアムに改修する場合、バックスタンドへの屋根の架設と座席改修工事には約150億円が必要とされ、さらに共催に変更されたことで開催試合数が最小の3試合となる可能性が高くなったことから、市は費用対効果を鑑み再検討することになった。結果、1996年（平成8年）平岡敬市長は正式に見送ると発表、広島市は開催地から外されることになった。これには長沼健JFA会長をはじめとする広島出身のサッカー関係者が悔しがり、市はマスコミから激しいバッシングを受けた。
2002年（平成14年）W杯開催地から外れた代わりにサッカーブラジル代表のキャンプ地として誘致しようとした が、財政面の問題からまたも逃してしまう。同年末のサンフレJ2降格も重なって、県サッカー関係者の中で何か起爆剤を欲していた。
2003年（平成15年）2月、広島市長選にてサッカースタジアム建設を公約に掲げていた秋葉忠利が市長に再選されると建設の動きが急加速し、藤田雄山県知事、野村尊敬県サッカー協会会長、宇田誠広島商工会議所会頭、久保允誉サンフレ社長もこれに同調した。
同年4月1日、関係者9団体で「スタジアム推進プロジェクト」を発足、J2降格の責任を取って現場から離れた今西和男が事務局長に就任した。経済波及効果も考慮に入れ、収容2万人・観客席は屋根付き・工事費は100億円以内での建設を目指して、10ヵ所ほどあった候補地から次に挙げる5案に絞り込まれた。
1. 広島大学東千田キャンパス跡地に新設案
広島市街地中心部（紙屋町・八丁堀）辺りから路面電車で約15分位気軽に足を運びやすい場所、広大な土地で法的なしばりもない最適の場所、ときわめて評価の高い地であった。しかし、国有地であるため買い取りには約200億円もかかるため断念した[10]。2013年、官民学一体での再開発が最終決定している。
2. 広島スタジアム改修案
これには陸上競技関係者の反対にあい、また都市公園法の問題[補足 7]、近くに広島西飛行場があるために航空法の問題[補足 8]、などから断念した[10]。なお西飛行場が廃止され広島ヘリポートとして運用する事になったため航空法による制限が無くなったことから、後に改めて候補地として検討されている。
3. 広島港五日市地区（八幡川河口埋立地）に新設案
広い駐車場が確保でき騒音問題が起きないとして、最有力候補地として挙げられていたが、地盤沈下や土地を所有する県の財政難から、計画保留扱い[10]、のち候補地からは完全に外れている。
4. 広島広域公園第一球技場改修案
他案件と比べ掛かる費用が少ないため現実的には最も実現の可能性が高く、実際具体案も示された[補足 9]。しかし本格的スタジアムを建設するまでのつなぎで改修するのは「二重投資になる」という理由により、この案は頓挫した。
5. 広島市民球場跡地に新設案
下記に詳細を記載。

### 広島市民球場活用
広島東洋カープの本拠地がMAZDA Zoom-Zoom スタジアム広島に移転するのを機に、市は民間に向けて跡地利用の提案募集を行い、さまざまな専門家で構成する委員がそれを判定する「広島市民球場跡地利用検討会議」を設置した。
その中でサッカー関係者としては念願であり、野球ファン含めたそのほかの市民には「戦後の広島復興の象徴としての市民球場」を保存・活用できる、財界や地元商店街もある程度の集客が見込めるとして、提案に挙がったのがサッカースタジアムにすることだった。一方でこの地は世界遺産である原爆ドームに近接しており、新たに大型施設を建設することにより危機遺産に登録されるのではないかと一部で懸念されていた。
2006年（平成18年）4月、原爆ドーム（高さ約25m）からわずか200m先に高さ45mのマンション建設が発覚、これに建設反対運動が活発化したことにより、周辺の景観保全への意識が高まることとなった。結果、同年5月21日広島市民球場跡地利用検討会議第3回にて、スタジアム案がすべて「閉鎖された空間が新たに出現し、大規模施設によって広島平和記念公園と広島市中央公園が分断される計画であるため望ましくない」と評価され、没案となった。
その後、財政的な問題や他の大型公共工事計画などにより後回しとなり、スタジアム推進プロジェクトは事実上止まっている状況となった。2007年（平成19年）1月、今西は事務局長を退任した。
ただ球場跡地利用も決定したわけではなかった。そもそも民意を反映することが目的であるはずの検討会議が委員を選抜する段階から不透明であること、その後に決定した優秀案では集客力が不足すること、球場の保存・活用の可能性が薄いこと、など不満が続出した。
2008年（平成20年）9月、市が球場整備の基本方針のたたき台をまとめ、意見を募った。これに対し、折り鶴保存・展示施設建設の是非および球場の保存・活用が盛り込まれていないことに市民が再検討を要望し、解体反対署名を集めたり、独自でシンポジウムを開いた。その中でサッカースタジアムに改修する案を再び話し合われるようになった。これに県サッカー協会も動き、2009年（平成21年）1月8日市に対し跡地にスタジアムを建設する要望書を提出したが、市は「サッカー専用では年に約20試合しかできず、難しい」と否定的な見解を示した。
なおこの跡地開発は以降も二転三転しており、そのたびにサッカースタジアム建設候補地として挙がる状況である。

### START FOR 夢スタジアム HIROSHIMA
2009年4月、MAZDA Zoom-Zoom スタジアム広島が開場。次はサッカースタジアム建設を、という声がサポーターのみならず政財界の中でも挙がる様になった。同年10月、この流れを受けて2006年以降止まっていたスタジアム推進プロジェクトが再立ち上げした。前回検討時と経済状況や土地行政などが変わったこともあり、一度白紙に戻して改めて検討しなおすこととなった。
2011年1月から、県サッカー協会を中心に建設要望のための署名活動を開始した。
2012年8月、県サッカー協会（会長小城得達）・サンフレ（社長本谷祐一）・サンフレ後援会（会長加藤義明、兼県体育協会会長）の3者は連名で、県（知事湯崎英彦）・市（市長松井一實）に対し、スタジアム建設要望書を提出した。また同3団体は「START FOR 夢スタジアム HIROSHIMA」をキャッチフレーズに、全国的な署名活動やシンポジウム開催など積極的な広報活動を開始した。これら活発な活動開始の背景には、2012年のJリーグでのサンフレ優勝に加え、2013年から始まる「Jリーグクラブライセンス制度」に対応しなければならなくなったことが大きい。なお、『スタジアム建設に関する署名』は2013年1月21日現在で37万0579件集まり、同日に県および市に提出、更に署名を募っている。
これらを受けて、湯崎県知事・松井市長および深山英樹広島商工会議所会頭（兼広島ガス会長） は、サッカースタジアム建設に向けて前向きな発言をし論議を進めることを約束した。
2013年3月現在で、実質的に候補地として絞られつつあるのは以下の3地区。
1. 西区観音地区
上記の広島スタジアム改修案に加え、広島西飛行場廃港に伴いその跡地も候補地となった。ただ交通アクセスの問題から、のちに没案となった。
2. 中区広島中央公園敷地内（旧市民球場も含む）
上記の旧市民球場跡地に加え、その北側の中央公園芝生広場も候補地として挙がっている。
3. 南区宇品出島地区
2012年8月、広島経済同友会は県および市に対して建設要望書を提出した。この中で、広島南道路（出島出入口・宇品出入口）および広島電鉄宇品線に加え路線バスと交通網が発達していることに加え、土地開発が未発達なため駐車場が確保できることから、宇品出島地区を候補地として、また商業施設との複合施設化したスタジアムの建設を提案した。

その後、県サッカー協会とサンフレッチェ、サンフレッチェ後援会は旧広島市民球場跡地をサッカースタジアム建設のための候補地として建設の実現に取り組むこと を表明している。

### サッカースタジアム検討協議会
2013年6月、県・市・広島商工会議所・県サッカー協会の4者は具体的に進めるため協議会を設置し、有識者による検討委員を置き、翌2014年3月に最終報告書をまとめる方針となった。
検討委員会での協議は長引き都合18回も会合を重ね、2014年11月最終的に絞り込めないとして「旧市民球場跡地」と「広島みなと公園」の2案にまとめ、上記4者に提出された。一時は中央公園の広場と旧市民球場跡地が一体で「中区広島中央公園敷地内」として候補にされていたものの、その敷地内の「中央公園自由広場・芝生広場」は立地上東西に長く、ピッチの理想方向である南北方向への拡張が難しく、さらに市営住宅等の周辺住民への騒音などの悪影響も考えられ、中央公園の広場は候補地から外され「中区広島中央公園敷地内」は部分除外した「旧市民球場跡地」として候補地にされた。

### さらなる混沌
検討協議会（2015年1月解散）の答申を受ける形で、県・市・商議所は「作業部会」を設け（ここにサッカー協会及びサンフレは加わっていない）、旧市民球場跡地と広島みなと公園の比較検討を行う。2015年7月、湯崎英彦広島県知事、松井一実広島市長、深山英樹広島商工会議所会頭（広島ガス代表取締役会長）によるトップ会談が行われ、「検証結果から旧市民球場跡地は、多機能化・複合開発、スタジアムの規模に課題がある。広島みなと公園が優位と考える」（湯崎知事）との認識で一致し、「最終判断にはさらに詳しい調査を行い、宇品地区を中心とする物流拠点の交通対策などを検討する必要がある」とした上で年度内にも結論を出す方向性が固まったと報じられる。具体的には、3万人規模のスタジアムを旧市民球場跡地に建設しようとすると、周辺の高さ制限の関係から地盤の掘り込みが必要になり、結果的に旧市民球場跡地では約260億円、広島みなと公園では約180億円の建設費用となり、広島みなと公園に作った方がコスト的に優位である、とするものであった。この動きに対し、広島みなと公園周辺の物流業者でつくる広島みなと振興会が「（サッカースタジアムが建設されることで試合開催日に広島港周辺で渋滞がひどくなることで）物流が滞り、港湾運送事業だけでなく県内経済に重要な影響が出る」などとして強く反発した。
一方、県・市・商議所の動きに対し、サンフレの久保允誉代表取締役会長（エディオン代表取締役社長）は2016年3月3日に記者会見を開き、旧市民球場跡地への独自のスタジアム建設案「Hiroshima Peace Memorial Stadium」（ヒロシマ・ピース・メモリアル・スタジアム、仮称）を発表する。旧市民球場跡地にサンフレが当初より主張していた「2万5000人規模」のサッカースタジアムを建設するというもので、これにより「作業部会」が想定していた地盤の掘り込みが不要となることから建設費用は広島みなと公園の180億円（インフラ整備費を含まず）に対して140億円にまで押さえ込むことが可能になってコスト面で逆転するというものであり、加えて旧市民球場跡地に建設する場合はエディオンと久保会長個人が建設費のうち30億円を拠出し、残りは寄付金とtotoの助成金を充当した上で「スタジアム建設のための公募債を発行し償還原資はサンフレが負担する」または「建設主体となる特定目的会社（SPC）が金融機関とエディオンから建設資金の借り入れを行う」ことで県・市の負担を実質無くすことが出来るスキームを想定していること、仮にサッカースタジアム建設予定地が広島みなと公園に決まった場合、サンフレはスタジアム使用料や観客の輸送コスト負担などで供用開始後2年で債務超過に陥る として広島みなと公園のスタジアムを本拠地として使う予定がないことを明言した。
この発表を受けて、県・市・商議所は2016年3月29日、「この案（サンフレ案）はこれまで作業部会が検討している内容とは収容人数等の前提が異なり、また、整備費の起訴となる仕様の内容等が示されていない」「（作業部会がサンフレッチェ広島へ）依頼した確認事項へのご回答をいただいていないなど、現状では確認作業、意見交換ができていない」とサンフレッチェの対応を批判した上で、年度内にも開催するとしていた県・市・商議所による結論を出すための三者トップ会談を延期し、結論の判断を先送りすることを発表した。サンフレ側は事態の打開に向け、県・市・商議所にサンフレを加えた4者での公開トップ会談を開催して大まかな方向性を定めるべきだとしており、トップ会談の必要性については4者で認識が一致しているが、県・市・商議所はトップ会談の前に事務レベルでの意見のすりあわせが必要だとして、サンフレと三者の考え方の隔たりがなかなか埋まらなかった。

### 中央公園案の再浮上、基本方針策定
膠着状態の打開に向けて深山商議所会頭が調整を行った結果、サンフレのスタジアム案発表から5ヶ月経過した2016年8月10日にようやく県・市・商議所・サンフレによる4者トップ会談が実現（ただし非公開で行われた）。会談後に記者会見した深山会頭は、県・市・商議所が優位と位置づけた『みなと公園案』とサンフレの推す『旧市民球場跡地案』では「4者が納得する結論を得るのは難しい」とした上で、両案にこだわらず、検討委員会で示された他の候補地を含めて再検討することで4者が一致したと説明した。久保会長は「旧市民球場跡地がベストとの考えは変わらない」と主張しつつ「まちづくり全体を考え、広島にとっていいと理解できれば、協力したい」とある程度歩み寄る姿勢をみせた。
その後、9月14日に行われた2回目の4者トップ会談の席で、検討協議会で一旦候補地から除外された中央公園自由・芝生広場を「第3の候補地」として加えることを深山会頭が提案。湯崎知事はこの案に同調し、久保会長も従前からの主張は変えないながらも、利便性の高い市中心部にあることから容認する意向を示した。一方で松井市長は、検討協議会で中央公園が候補地から除外された要因の一つである「基町住宅への悪影響」について「隣接する団地の住民の理解や協力を得ることが必要。騒音や観客、車の導線など検討しないとならない」と指摘した。
一方、当の基町地区住民からは中央公園への建設に反対する要望書が提出される など不透明な情勢が続いていたが、2019年2月6日、3回目の4者トップ会談で、建設候補地を中央公園自由・芝生広場に一本化する方向で認識が一致、同年5月30日には県・市・商議所の3者トップ会談で、中央公園自由・芝生広場をサッカースタジアムの建設地とする「サッカースタジアム建設の基本方針」をとりまとめた。
基本方針 では、広島市長・広島県知事・広島県商工会議所会頭を構成員とし、サンフレッチェ広島会長をオブザーバーとする「サッカースタジアム建設推進会議」を設置した上で、広島市が建設と管理運営の主体となることを想定。「中央公園広場と平和記念公園が一体となった平和発信の拠点となることを目指す」こととし、周辺への環境対策として、全周囲を囲む屋根への防音壁の設置、指向性の高いスピーカー等の採用、周辺道路の混雑対策などを検討するとしている。概算額で190億円と見込まれる建設費については、企業や個人からの寄付金、国の交付金、市債などを充当（サンフレの示した「Hiroshima Peace Memorial Stadium」の資金スキームに準拠）するとし、2019年度中の基本計画の策定、2023年度までの完成、2024年の開業を目指すとした。
基本方針の策定を受けて建設事業の具体化が進み、「中央公園サッカースタジアム（仮称）基本計画」として基本計画が策定され、2023年6月6日にエディオンピースウイング広島（EDION PEACE WING HIROSHIMA）の命名権名称が与えられたことが明らかにされた。

### 補足
1. ↑  野球場兼サッカー・ラグビー場として考えられていた[8]。
2. ↑  Jリーグクラブライセンス制度（J1・J2ライセンス）においては、観客席の3分の1以上の屋根を敷設することをB等級、全体にかけることをC等級として求めているが、現状Eスタ広島にはメインスタンドしか屋根がない。
3. ↑  その後発足した2018/2022年FIFAワールドカップ日本招致構想において、広島が開催候補地に「含まれていない」ことが海外各国記者で話題となる[20] ほど、海外向けのアピールは2010年現在でも抜群であった。
4. ↑  これは2002年W杯開催時でのFIFAの規則で、スタジアムの観客席の4分の3以上に屋根が取り付けられていることが条件とされていた[19]。
5. ↑  なお秋葉は市長当選後、公約を濁す発言をしている[23]。
6. ↑  県・市・広島商工会議所・広島青年会議所・県体育協会・市スポーツ協会・県サッカー協会・サンフレ球団・サンフレ後援会の9団体
7. ↑  2万人屋根つきサッカースタジアムに改修しようとした場合、隣接する広島県総合グランド野球場を解体しなければならないため、陸上競技関係者だけではなく野球関係者からも反発が予想された[10]。
8. ↑  スタンドに屋根をつけようとすると航空法による高さ制限にひっかかる[10]。
9. ↑  現在の席数7,500席からJリーグ規定の15,000席に増設、建設費10億円のうち、第一球技場を所有する広島市からはピッチと照明費2億円を負担してもらい、2005年（平成17年）シーズン中にオープンということで進められていた[10]。
10. ↑  ただし検討協議会の時点でも、県・市・商工会議所は結論を「広島みなと公園」にするよう露骨な議論誘導をしようとしていたと報じられている[40]。協議会の議事録も残されていないという。
11. ↑  「3万人規模」はサッカー日本代表の出場する国際Aマッチの開催出来る最低限のスペックとして想定されたものだという[40]。ただし、サンフレはこの点について日本サッカー協会に確認を行い、25000人収容でも30000人収容でもスタジアム基準の「クラスA」相当（25000-40000人規模、男子日本（フル）代表戦は不可だが日本代表の出場しない国際Aマッチならびになでしこジャパン・U-23日本代表戦は開催可能）として変わりはないことを確認している[45]。
12. ↑  ちなみにこれはMAZDA Zoom-Zoom スタジアム広島建設の際に県や市が取り入れたスキームに倣ったものである[43]。
13. ↑  作業部会が広島みなと公園にサッカースタジアムを作った際のアクセス増強策には「広島電鉄宇品線で6,240人/hの輸送力を確保する（現況は毎時8本で2,140人/h、すなわち毎時24本の運行を想定）」、「呉港や広島観音マリーナに臨時駐車場を設け、そこから高速船でシャトル輸送する」という案も盛り込まれていた[48]

## 参考資料
- 松本佳世子. “広島専用スタジアム建設の行方（前編）”.   日本サポーター協会. 2014年11月24日閲覧。
- 松本佳世子. “広島専用スタジアム建設の行方（後編）”.   日本サポーター協会. 2014年11月24日閲覧。
- 鈴木康浩 (2013年3月14日). “広島市スタジアム建設活動の現在地 ～キーマン・石橋竜史市議に訊く（前編）”.   フットボールチャンネル. 2014年11月24日閲覧。
- 鈴木康浩 (2013年3月14日). “広島市スタジアム建設活動の現在地 ～キーマン・石橋竜史市議に訊く（後編）”.   フットボールチャンネル. 2014年11月24日閲覧。
- “サポーターも広島市民もサンフレッチェ広島ももう待てない！１年半もかけたサッカースタジアム建設協議会の「結論」を前にチェックしておきたいこと”.   ひろスポ！ (2014年11月18日). 2014年11月24日閲覧。
- “ALL FOR HIROSHIMA”. 2014年11月24日閲覧。
- “現球場跡地利用 広島市民球場跡地利用検討会議”.   広島市. 2014年11月24日閲覧。
- インタビュー（広島サッカー向上委員会）
  - “小城得達・県サッカー協会会長”.   中国放送 (2006年1月28日). 2014年11月24日閲覧。
  - “今西和男・スタジアム推進プロジェクト事務局長”.   中国放送 (2007年2月11日). 2014年11月24日閲覧。
- スタジアム標準 (PDF) (Report). 日本サッカー協会. 31 March 2010. 2014年11月28日閲覧。
- 第3回夢スタジアムシンポジウム発表資料 (PDF) (Report). サンフレッチェ広島. 20 August 2013. 2014年11月28日閲覧。